# Pere Piulachs i Oliva
Pere Piulachs i Oliva (Barcelona, 3 d'octubre de 1908 - Barcelona, 25 de març de 1976) va ser un metge i catedràtic cirurgià.

## Biografia
Metge i Escriptor. Doctor en Medicina amb Premi Extraordinari per la Universitat Central (1940). Metge de Guàrdia, per oposició, en el Servei d'Urgència de l'Hospital Clínic de Barcelona (1931). Catedràtic de Patologia Quirúrgica en les Facultats de Medicina de Santiago de Compostel·la (1940), Zaragoza i Barcelona (1943). Fundador de la Societat Catalana de Cirurgia (1953), de la qual va ser President fins a 1961. Fundador de l'Escola de Cirurgia Espanyola i del Primer Servei de Cirurgia Cardiovascular Español. Director de l'Escola Professional de Cirurgia General de la Facultat de Medicina de la Universitat de Barcelona. President de l'Associació Espanyola de Cirurgians i de la Societat de Cirurgia del Mediterrani Llatí. Acadèmic Numerari de l'Acadèmia de Medicina de Barcelona.
Premi de Poesia "Ciutat de Barcelona" pel seu llibre "El vent encadenat".
Condecorat amb la Gran Creu de l'Orde Civil de Sanitat; Creus de l'Orde d'Alfons X el Savi, de l'Orde Civil d'Àfrica, Legió d'Honor Francesa; Gran Collaret de la Santé Publique i Orde de l'Estel de la Solidaritat Italiana.
Va publicar més de 25 obres i més de 400 treballs, ponències i monografies de temes quirúrgics i literaris, destacant "Lliçons de Patologia Quirúrgica", "La malaltia i el malalt", "Xoc traumàtic", "Ferides vasculars", "Malalties del tiroide", etc.
Era conferenciant obligat en diferents Universitats d'Espanya, d'Europa i d'Amèrica. Va ocupar la Medalla Nº 6 de la Reial Acadèmia Nacional de Medicina.

## Obres
Obres que va publicar, algunes d'elles amb col·laboracions:
- Lliçons de Patologia Quirúrgica
- Repercussió enzimàtica de l'agressió
- La cirurgia des de fora
- La Tromboflebitis autòctona del membre superior
- Els horitzons de la cirurgia
- Pancreopaties agudes
- Xoc traumàtic
- Malalties de la tiroides
- El sentit del dolor. Discursos
- Progressos de Patologia i Clínica
- Úlceres de les extremitats inferiors d'origen vascular
- Anuals de la clínica de patologia quirúrgica